# André Leão
André Filipe Ribeiro Leão (* 20. Mai 1985 in Freamunde) ist ein portugiesischer Fußballspieler.

## Karriere

### Verein
Leão begann seine Karriere bei seinem Heimatklub SC Freamunde in der Liga de Honra, der zweithöchsten Liga Portugals. 2005 wechselte er zur 2. Mannschaft des FC Porto. 2006 wechselte er ablösefrei zu SC Beira-Mar in die portugiesische SuperLiga. Am 17. September 2006 gab er sein Debüt in der SuperLiga, als er beim 2:0-Sieg gegen CF Estrela Amadora für Luciano Ratinho in der 76. Spielminute eingewechselt wurde. Im Jahr 2007 wechselte Leão für 500.000 Euro in die rumänische Liga 1 zu CFR Cluj. Am 1. August 2007 gab er sein Debüt in der Liga 1, als er beim 1:0-Sieg gegen Oțelul Galați für Emmanuel Culio in der 72. Spielminute eingewechselt wurde.
Im Januar 2010 gab Cluj bekannt, Leão ablösefrei zum FC Paços de Ferreira abgegeben zu haben. Dort kam er zunächst nur wenig zum Einsatz. Mit Beginn der Spielzeit 2010/11 wurde er zur Stammkraft. Mit Paços de Ferreira spielte er zunächst im Mittelfeld der Liga, konnte am Ende der Saison 2012/13 mit seinem Team die Qualifikation zur Champions League erreichen. Dort sowie in der anschließenden Gruppenphase der Europa League blieb er mit seinem Verein sieglos. Gleichzeitig fand er sich in der Liga im Abstiegskampf wieder und musste am Saisonende die Primeira Liga verlassen. Leão verließ den Klub zu Real Valladolid in die spanische Segunda División. Mit seinem neuen Klub versuchte er in drei Jahren vergeblich, in die Primeria División aufzusteigen. Im Sommer 2017 kehrte er nach Paços de Ferreira zurück. Am Ende der Saison 2017/18 musste er mit seiner Mannschaft absteigen.

## Erfolge/Titel
- Rumänischer Meister (1): 2007/08
- Rumänischer Pokalsieger (2): 2007/08, 2008/09